# Breiker Höfe
Das Naturschutzgebiet Breiker Höfe liegt auf dem Gebiet der Stadt Gelsenkirchen in Nordrhein-Westfalen.
Das etwa 23 ha große Gebiet wurde im Jahr 1997 unter der Schlüsselnummer GE-006 unter Naturschutz gestellt. Es erstreckt sich nordöstlich von Zweckel, einem Stadtteil im Norden von Gladbeck, und westlich von Gelsenkirchen-Hassel. Östlich verläuft die A 52 und südlich die Landesstraße L 618. Westlich des Naturschutzgebiets liegt das 254 ha große Landschaftsschutzgebiet Breiker Höfe.

## Verkehrsanbindung
Die VRR-Buslinie 247 der Vestischen Straßenbahnen bietet TaxiBus-Verbindungen in Richtung Gladbeck-Zweckel und Gelsenkirchen-Scholven.
| Linie     | Verlauf | Takt (Mo–Fr) |
| --------- | --- | ------------ |
| 247 TB247 | Gelsenkirchen-Buer Rathaus – St.-Marien-Hospital Buer – Gelsenkirchen-Scholven – Gladbeck-Zweckel Mentzelstr. (– Breiker Höfe – Gelsenkirchen-Scholven Stadtgrenze) Mentzelstr. – Scholven Stadtgrenze als TaxiBus | 60 min       |